# Mitrospíngids
Els mitrospíngids (Mitrospingidae) són una família d'ocells formada per algunes espècies que fins fa poc eren incloses als tràupids (Thraupidae). La família ha estat reconeguda arran treballs com ara els de Barker et al. 2013.

## Llistat de gèneres
Segons la classificació del Congrés Ornitològic Internacional (versió 11.1, 2021),aquesta família està formada per tres gèneres amb 4 espècies.
- Gènere Lamprospiza, amb una espècie: tàngara bec-roja (Lamprospiza melanoleuca).
- Gènere Mitrospingus, amb dues espècies.
- Gènere Orthogonys, amb una espècie: tàngara olivàcia (Orthogonys chloricterus).